# Linia kolejowa Greczany – Łarha
Linia kolejowa Greczany – Łarha – linia kolejowa na Ukrainie łącząca stację Greczany ze stacją Łarha.
Odcinek Greczany – Łenkiwci zarządzany jest przez dyrekcję żmeryńską Kolei Południowo-Zachodniej, natomiast pozostała część linii przez dyrekcję iwanofrankiwską Kolei Lwowskiej.
Znajduje się w obwodach chmielnickim i czerniowieckim. Linia na całej długości jest jednotorowa i niezelektryfikowana.

## Historia
Linia z Greczan do Kamieńca Podolskiego powstała w 1914. Przedłużenie jej do Łarhy miało miejsce w okresie międzywojennym.
Początkowo linia leżała w Rosji. W dwudziestoleciu międzywojennym leżała w Związku Sowieckim i w Rumunii (granicę stanowił Dniestr). Po II wojnie światowej w całości w granicach ZSRR. Od 1991 znajduje się na Ukrainie.